# Левенец, Егор Михайлович
Егор Михайлович Левенец (1911—1998) — старшина Советской Армии, участник Великой Отечественной войны, Герой Советского Союза (1945).

## Биография
Егор Левенец родился 4 апреля 1911 года в селе Воеводское (ныне — Троицкий район Луганской области Украины). После окончания четырёх классов школы работал в колхозе. В сентябре 1941 года Левенец был призван на службу в Рабоче-крестьянскую Красную Армию. С того же года — на фронтах Великой Отечественной войны.
К февралю 1945 года старшина Егор Левенец был механиком-водителем танка 160-го танкового полка 3-й гвардейской кавалерийской дивизии 2-го гвардейского кавалерийского корпуса 1-го Белорусского фронта. Отличился во время освобождения Польши. 3 февраля 1945 года экипаж Левенца участвовал в освобождении населённого пункта Валлахзее в районе города Щецинек, разгромив немецкую колонну. В том бою экипаж уничтожил 5 артиллерийских орудий, 6 миномётов, 13 пулемётов, 8 автомашин. Когда танк был подбит и загорелся, Левенец, несмотря на полученное ранение, потушил возгорание и успешно вывел танк из-под огня, сохранив жизни своим товарищам.
Указом Президиума Верховного Совета СССР от 31 мая 1945 года старшина Егор Левенец был удостоен высокого звания Героя Советского Союза с вручением ордена Ленина и медали «Золотая Звезда».
В 1946 году Левенец был демобилизован. Проживал в селе Солидарное Белокуракинского района Луганской области, до выхода на пенсию работал в колхозе. Затем жил в городе Миргород Полтавской области. Умер 3 апреля 1998 года. Похоронен на кладбище микрорайона Дранки.
Был также награждён орденами Отечественной войны 1-й степени и Красной Звезды, рядом медалей.

## Память
- Бюст Героя Советского Союза Е. М. Левенца установлен на Аллее Славы в посёлке Троицкое Луганской области[1].
- Бюст Героя Советского Союза Е. М. Левенца установлен в парке имени Горького в посёлке Белокуракино Луганской области[2].